# Superpuchar Polski 2012
La 22ª edizione della Supercoppa di Polonia  si è svolta il 12 agosto 2012.
Al Pepsi Arena di Varsavia si scontrano il Śląsk Wrocław, vincitore del campionato e il Legia Varsavia, vincitore della coppa nazionale.
A vincere il trofeo è stato il Śląsk Wrocław.

## Tabellino
| Arbitro: | Daniel Stefański (Bydgoszcz) |

|                                           |                      |                                              |
| Elsner 40’                                | Marcatori            | 59’ Ljuboja                                  |
| Mila Sobota Kowalczyk Jodłowiec Cetnarski | Tiri di rigore 4 – 2 | Rzeźniczak Saganowski Radović Ljuboja Štilić |